# Motto
Et motto er en motivator eller et kendetegn, hvor man med korte, vise ord, eller et ordsprog eller valgsprog, kan indikere sit værdigrundlag og inspirere sine omgivelser.
Det er for det meste forfattere, monarker, adel og generaler der har mottoer, men også kommuner, virksomheder og organisationer bruger ofte et motto til at profilere sig.

## Kendte mottoer
- "Jeg kom, jeg så, jeg sejrede" (latin: veni, vidi vici) – Julius Caesar.
- "Med tapperhed og Våben" (latin: virtute et armis) – Mississippi.
- "Ikke mit navn, Herre, ikke mit navn, kun Dit navn til ære" (latin: Non nobis Domine non nobis, Sed Nomini tuo da gloriam) – OSMTH
- "Med lov skal man land bygge" (Jyske lov, stående på Domhuset i København i København)

"Hakuna matata" Timon & Pumba